# الحذاء الساخن
الحذاء الساخن هو فيلم وثائقي لعام 2004م يكشف عن تاريخ وتطور عد البطاقات. أجرى المخرج ديفيد لايتون مقابلات مع عدادات البطاقات الحاليين والسابقين، بما في ذلك أعضاء فريق ام أي تي بلاك جاك وموظفي الكازينو ومؤلفي المقامرة ودمجها مع لقطات من وراء الكواليس لغرف مراقبة الكازينو وفريق ام أي تي يستعد لضرب الطاولات. تعلم لايتون كيفية عد البطاقات وراهن بـ 5000 دولار من ميزانية الفيلم لـ «دراسة القضية». يستعرض الفيلم الجوانب الرياضية لعد البطاقات والعناصر الأساسية للفوز بالبلاك جاك.
من بين لاعبي البلاك جاك الذين تمت مقابلتهم مع الحذاء الساخن:
- إيان أندرسن
- آندي بلوخ
- أنتوني كيرتس
- بيتر غريفين
- تومي هايلاند
- ماكس روبين
- رالف ستريكر
- إدوارد ثورب
- أولاف فانكورا
- ستانفورد وونغ